# لعل مينا (زيلايي)
لعل مینا (بالفارسية: لعل مینا) هي قرية تقع في إيران في قسم زیلایی الريفي. يقدر عدد سكانها بـ 251 نسمة بحسب إحصاء 2016.